# Alfred Vogel
Alfred Vogel (Aesch, Basilea-Campiña, Suiza, 26 de octubre de 1902 – Feusisberg, Suiza, 1 de octubre de 1996) fue un fitoterapeuta, nutricionista, escritor y orador suizo.

Alfred Vogel

## Biografía
Alfred Vogel nació en 1902 en Aesch, comuna suiza del cantón de Basilea-Campiña. Era el más pequeño de cuatro hermanos y desde niño fue iniciado por su padre y sus abuelos en las plantas medicinales. A los 21 años, ya dirigía su propio establecimiento de herboristería y de productos dietéticos en Basilea, donde empezó a aconsejar a sus clientes sobre su filosofía de vida sana y natural, y a preparar sus propios productos y venderlos. En 1927 se casó con Sophie Sommer, con quien tuvo dos hijas. En 1929 empezó a publicar una revista mensual titulada Das Neue Leben (La nueva vida), que a partir de 1941 se convirtió en A.Vogel Gesundheits-Nachrichten (Noticias de Salud).
A partir de 1933 se muda con su familia al cantón de Appenzell Rodas Exteriores, en primer lugar a Speicher y Trogen, y posteriormente, a Teufen. Allí las leyes eran liberales en lo referente a la práctica de la medicina naturista y junto a su consulta, erigió un sanatorio y un hogar infantil, así como un edificio para la elaboración de sus productos a base de plantas frescas, que cultivaba y recolectaba, sin ningún tipo de pesticidas, fungicidas u otros elementos considerados dañinos para el ecosistema y la salud de las personas. Su visión holística de la salud le llevó a experimentar y perfeccionar la producción de sus propios remedios naturales concluyendo que la acción de las plantas frescas es superior a la de las plantas secas. En 1952 publicó el libro El Pequeño Doctor, obra puntal en la medicina naturista, donde recopila sus conocimientos y que ha merecido un amplio reconocimiento hacia su persona. En ese mismo año recibió el título de doctor honoris causa en botánica medicinal por parte de la Universidad de California (Los Ángeles, USA). En 1963 fundó la empresa Bioforce AG en Roggwil (cantón Thurgau, Suiza), considerada una de las más importantes, tanto en Suiza como Europa y ultramar, en la elaboración de remedios naturales con control biológico. En reconocimiento a sus logros para la medicina natural le fue concedida en 1982 la medalla Priessnitz de los Heilpraktikers alemanes y en 1984 fue nombrado miembro honorífico del SAGEM (Sociedad Suiza de Medicina Empírica). En 1990, con 88 años de edad, dejó la vida laboral para poder disfrutar tranquilamente de su ancianidad y murió en 1996, a la edad de 94 años.

## Viajes
Vogel era una apasionado de los viajes, fitoterapeuta y naturópata con una curiosidad siempre viva, se interesó por todas las plantas y hierbas medicinales del planeta. Aprovechó cada ocasión para visitar países extranjeros y otras culturas. Y a principios de los años 50, recorre numerosos países como América, África, Australia, Nueva Zelanda y Tasmania.
En uno de sus viajes pasó un tiempo en América del Norte con los indios Sioux. Allí se hizo amigo del jefe Alce Negro (o Black Elk) quien le mostró la medicina tradicional india. Al final de su estancia, como señal de amistad, Alfred Vogel recibió del jefe Alce Negro semillas de echinacea. Los Sioux conocían esta planta desde hacía generaciones y la utilizaban como medicamento universal: como uso externo para tratar las mordeduras de serpientes, heridas, magulladuras, y como uso interno para reforzar las defensas endógenas. Ya en Suiza, Alfred Vogel empezó a cultivar y a investigar sobre esta planta, creando Echinaforce, que se convertiría en el producto más importante de la empresa.
Recordando aquella época, escribía Alfred Vogel: "la planta ya no me abandonaría el resto de mi vida". Y añadía: "realicé innumerables experiencias en mí mismo y todavía hoy quedó asombrado de su poder amplio e intenso".
Tras este viaje memorable y otras etapas, Alfred Vogel se instaló en la localidad californiana de Pomona. Sin embargo, desestimó el plan de fundar una empresa en Estados Unidos y, por consejo de su mujer, rechazó la invitación de dar clases en el Instituto de Osteopatía, Quiropráctica y Métodos Naturistas de la Universidad de Los Ángeles. Sophie Vogel conocía bien a su marido y sabía que aquello no era para él, pues su más preciada Universidad fue siempre la Naturaleza al aire libre y el viaje continuó.
Una granja en Perú: En 1958 compró en Tarapoto (Perú) una finca de 72 hectáreas de terreno con el fin de cultivar en ella plantas medicinales, especialmente Chanca pietra, planta que ya había conocido en un viaje anterior por la región del Amazonas. Ayudado por los indios se construyó allí una casa y se dispuso a cultivar, además de la Chanca pietra, caña de azúcar, café, plátanos, yuca, papaya y uvas. Para asombro de los indios, él mismo trabajaba la tierra. Según sus palabras, aquello era un pequeño paraíso. Pero el gobierno peruano promulgó una nueva disposición legal que consistía en que los extranjeros no podían disponer de más de 15 hectáreas, y Alfred Vogel cedió toda su posesión y partió de nuevo.
A las "aventuras" de Estados Unidos y Perú siguieron otras muchas. Fuera en Norteamérica o Sudamérica, África, Oriente Próximo, Oriente Medio o en Asia, Alfred Vogel tenía clara cuál era su meta. Allá por donde estuvo siempre se mostró abierto con la gente sencilla, preguntándoles cosas y mostrándose comunicativo. Visitó la mayoría de los pueblos y culturas, como la India, China, Taiwán, Corea, Japón, Filipinas e Indonesia, permaneciendo en ellos un tiempo variable. Descubrió entonces nuevas plantas medicinales que no conocía, como el preciado ginseng de corea, el durián (fruta) o el harpagofito (Sudáfrica), así como nuevos métodos terapéuticos y como la acupuntura.
Su vida fue una búsqueda continua de cómo debe vivir el ser humano para no perjudicarse a sí mismo ni al planeta que nos sostiene.
En 1963, Alfred Vogel fundó Bioforce AG en Roggwil, cantón de Turgovia, Suiza. Muere en 1996 en Feusisberg a la edad de 94 años.